# Betty Loo Taylor
Betty Loo Taylor, bijnaam Lady Fingers (Hawaï, 27 februari 1929 - Honolulu, 21 december 2016) was een Amerikaanse jazz-pianiste uit Hawaï. Ze speelde vanaf haar vierde piano en studeerde later klassiek piano op het vasteland van Amerika, onder meer in New York. Ze trad op met lokale jazzmusici en onder meer Jimmy Borges. Haar bijnaam was 'Lady Fingers' omdat haar vingers over de toetsen vlogen als ze speelde. Ook werd ze de 'First Lady of Jazz' van Hawaï genoemd. In 2003 werd er een documentaire over haar gemaakt, "They Call Her Lady Fingers: The Betty Loo Taylor Story". Ze won met Joy Abbott een 'Na Hoku Hano Hano Award en kreeg in 2012 een 'Lifetime Achievement Award'.

## Discografie
- For All We Know (met Joy Abbott), Ladybug Records, 2007